# يثع أمر وتر الثاني
يثع أمر وتر الثاني وهو ابن يدعئيل ذريح الثاني، وكان ملكًا لمملكة سبأ العربية الجنوبية القديمة. وفقًا لهيرمان فون ويسمان واصل حكمه إلى حوالي 407 قبل الميلاد.
كان يثع أمر وتر الثاني أول حاكم سبئي يُعرف بلقب "ملك". وقد كان يستخدم سابقًا لقب مكرب. لا يُعرف "يثع أمر وتر" الثاني إلا من خلال نقش إهدائي قصير من الدابر في وادي رغوان جنوب شرق الجوف، الذي أهداه إلى الإلهة هوبس. 

## المصدر
1. ↑  "النقش CIH 490". DASI.
2. ↑  Hal 626-627 = CIH 490